# Цодило
Наскальная живопись в районе Цодило, расположенном на северо-западе Ботсваны, представляет собой одно из самых значительных в мире собраний доисторического наскального искусства. Является объектом Всемирного наследия ЮНЕСКО, была включена в список в 2001 году в связи с исключительной религиозной и духовной важностью объекта для местного населения и как доказательство существования на этом месте человеческого поселения возрастом в несколько тысячелетий. Содержит более 4500 наскальных рисунков на территории пустыни Калахари площадью около 10 км². Археологические находки района отражают хронологию жизнедеятельности человека на протяжении периода не менее 100 тыс. лет.

## География

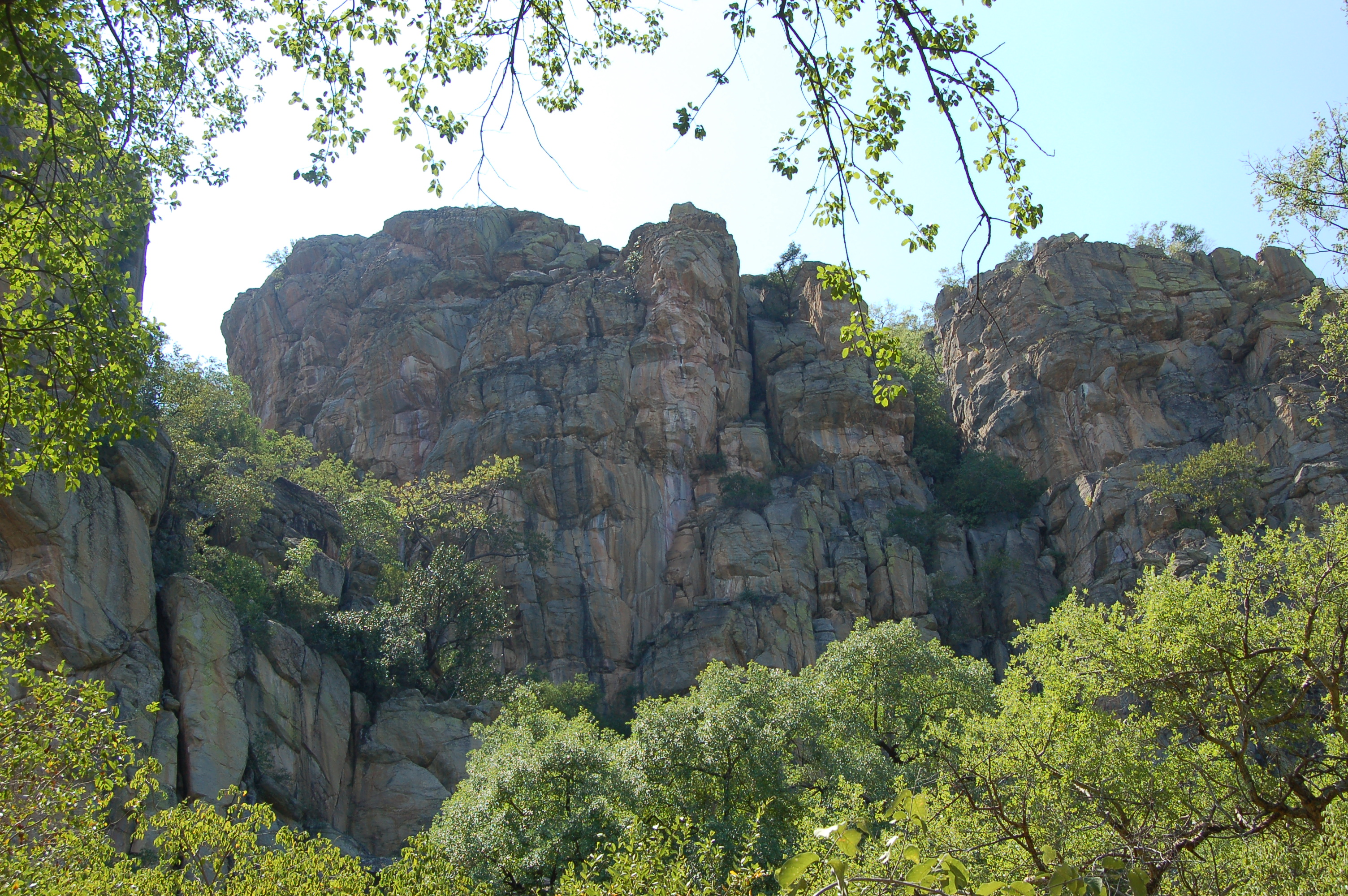
Холмы Цодило

Холмы Цодило расположены на расстоянии примерно 40 км от Шакаве.
Выделяют четыре основных холма, самый большой из которых имеет высоту 1400 м. Часто три из этих четырёх холмов называют «мужчина» (самый высокий), «женщина» и «ребёнок». Между двумя крупнейшими холмами расположен палаточный лагерь, находящийся вблизи самой известной части рисунков бушменов — панели Лоренса ван дер Поста.

## Культурное значение
Холмы Цодило играют важную культурную и духовную роль для бушменов пустыни Калахари. Существует поверье, что «женский» холм является местом, где отдыхают духи покойных и богов, которые управляют отсюда миром. Самым священным считается место, расположенное почти на вершине «мужского» холма, где по преданиям Первый Дух молился на коленях после создания мира. Бушмены верят, что отпечатки коленей Первого Духа всё ещё можно увидеть на скале.
Большинство из наскальных рисунков расположено на «женском» холме, хотя наиболее известные рисунки — «кит», «два носорога», «лев» — расположены на восточной стороне «мужского» холма. Рисунки в меньшем количестве есть также на других холмах.

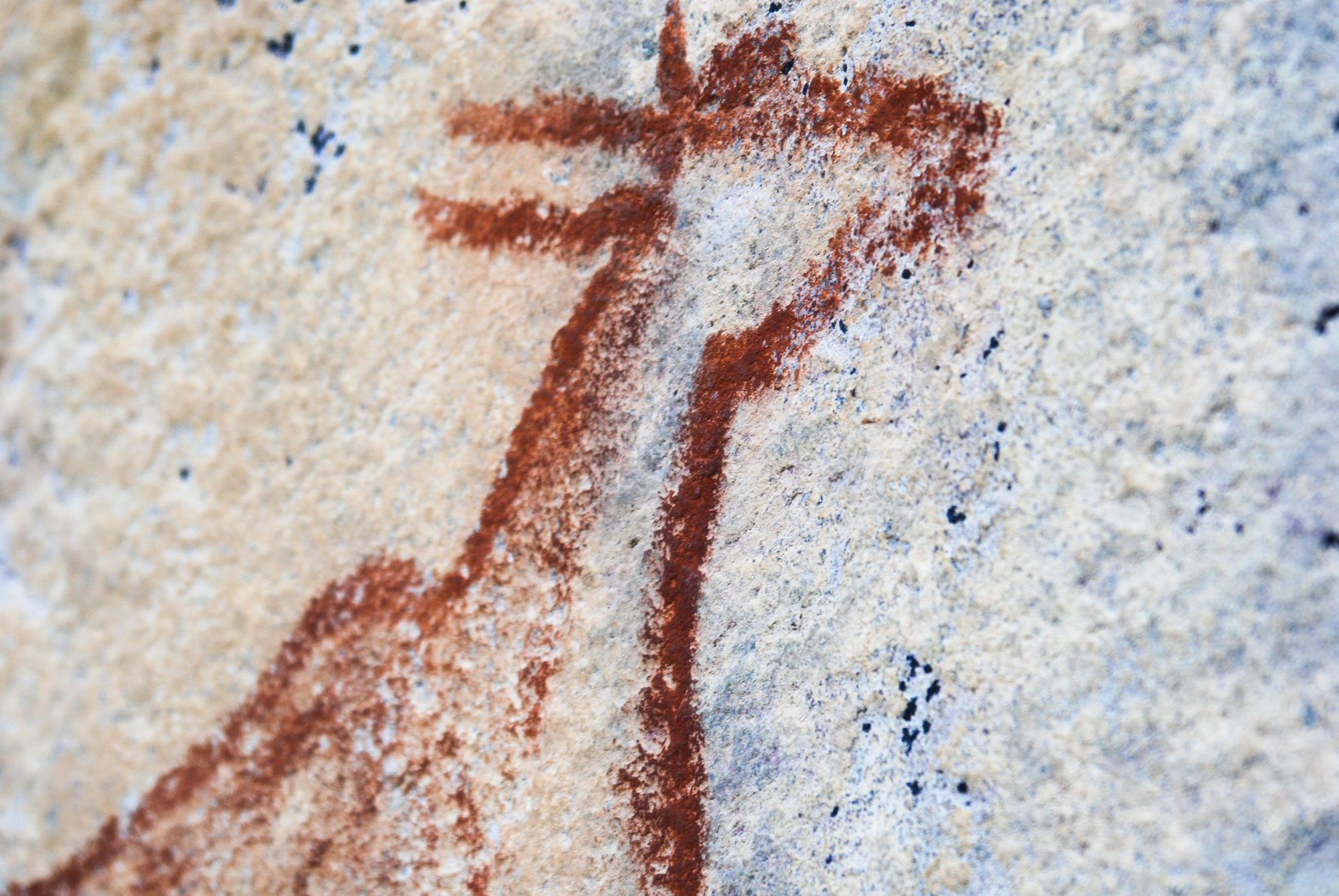